# Blížejov
Blížejov (německy Blisowa) je obec v okrese Domažlice v Plzeňském kraji. Leží 380 metrů nad mořem, šest kilometrů jihovýchodně od Horšovského Týna v údolí potoka Zubřina v Chodské pahorkatině a osm kilometrů severovýchodně od Domažlic. Obec tvoří osm částí, v nichž žije přibližně 1 600 obyvatel.

## Historie
První písemná zmínka o obci pochází z roku 1324, kdy ji vlastnili zemané z Blížejova, starší název obce také Blíživa. Obec byla rozdělena na několik částí, které držely postupně různé rody. Jeden díl existoval jako samostatný statek, na něm na ostrohu nad rozcestím silnic byl postaven kostel a vznikla tvrz připomínaná prvně v roce 1552. Majitelé byli Blížejovští z Blížejova (Blíživa), příbuzní Osvračínských, a po nich Henigarové ze Seeberka, kteří jej spojili s Nahošicemi. V roce 1757 bylo na nahošické části uváděno jedenáct poddaných, na chotiměřském dílu vsi jeden, na blížejovském statku tři a při Horšovském Týnu jeden poddaný.

## Obyvatelstvo
Podle sčítání lidu ze dne 1. prosince 1930 zde bylo 71 domů, v nichž žilo 194 Němců, 188 Čechoslováků a devět příslušníků jiné národnosti.
| Rok            | 1869  | 1880  | 1890  | 1900  | 1910  | 1921  | 1930  | 1950  | 1961  | 1970  | 1980  | 1991  | 2001  | 2011  | 2021  |
| -------------- | ----- | ----- | ----- | ----- | ----- | ----- | ----- | ----- | ----- | ----- | ----- | ----- | ----- | ----- | ----- |
| Počet obyvatel | 1 713 | 1 829 | 1 812 | 1 932 | 1 962 | 1 960 | 1 915 | 1 467 | 1 508 | 1 337 | 1 200 | 1 047 | 1 036 | 1 420 | 1 526 |
| Počet domů     | 326   | 321   | 324   | 360   | 343   | 332   | 370   | 390   | 362   | 359   | 330   | 373   | 407   | 471   | 478   |

## Obecní správa

### Části obce
- Blížejov
- Františkov
- Chotiměř
- Lštění
- Malonice
- Nahošice
- Přívozec
- Výrov

### Obecní symboly
Znak a vlajka byly obci uděleny rozhodnutím předsedy Poslanecké sněmovny Parlamentu České republiky dne 25. března 2005.

## Pamětihodnosti
Kostel svatého Martina, biskupa, je původně ze druhé poloviny 14. století, upraven kolem 1556, v 17. století a ve druhé třetině 18. století. Kostel dal postavit pán z Chotiměře Kašpar Gottfried ze Žebnice řečený Bernášek. Kostel je s boční věží, gotickým vchodem s renesančním portálem s heraldickou výzdobou (analogicky s portály horšovskotýnského zámku) a s raně barokním štítem. Nynější vchod je v barokním průčelí. Skrze dveře pohled do lodi: hlavní oltář s obrazem svatého Martina (v roce 1890 od Ignace Amerlinga) a dva boční oltáře z doby kolem roku 1750. V presbytáři pás nástěnných maleb (z konce 14. století) a vyobrazení vladyky Gottfrieda ze Žebnice a jeho dvou manželek (na dřevě z roku 1559). Svatyni doplňují náhrobky Henigarů, Širntingárů a dalších rodů, které vlastnily okolní statky, z 16. až 18. století. Na podzim roku 1999 a počátkem roku 2000 byla provedena výměna střešní krytiny. Po roce 2000 probíhala další rekonstrukce kostela.
Na návsi stojí barokní budova blížejovského zámku postavená během osmnáctého století.

## Osobnosti
- Antonín Bořek-Dohalský (1889–1942), český šlechtic, katolický prelát a protinacistický odbojář (narozen v Přívozci)
- Ludmila Blíživská z Blíživa († 1556), kněžna abatyše kláštera svatého Jiří na Pražském hradě

## Další fotografie

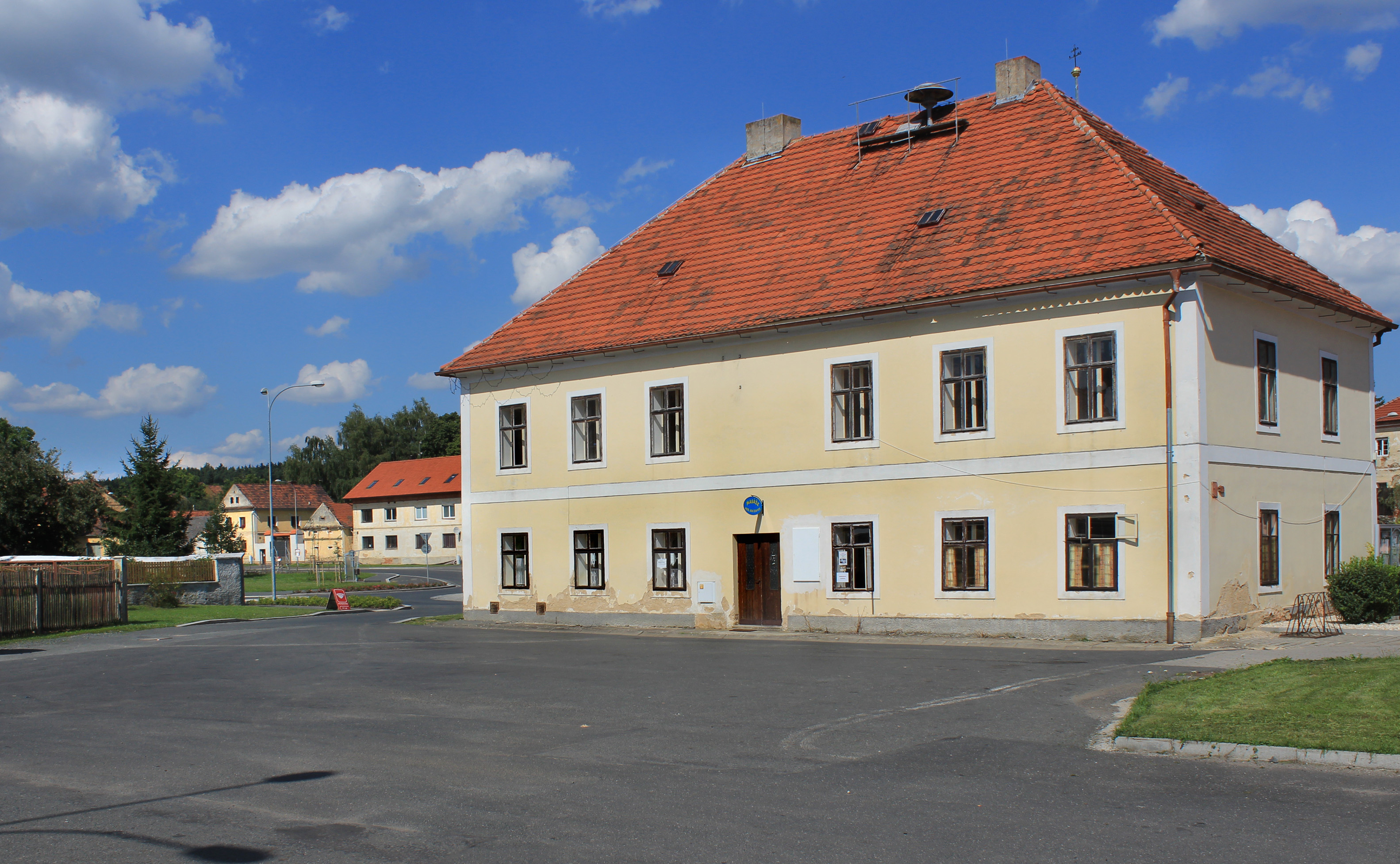
Bývalá škola na návsi, původně zámek
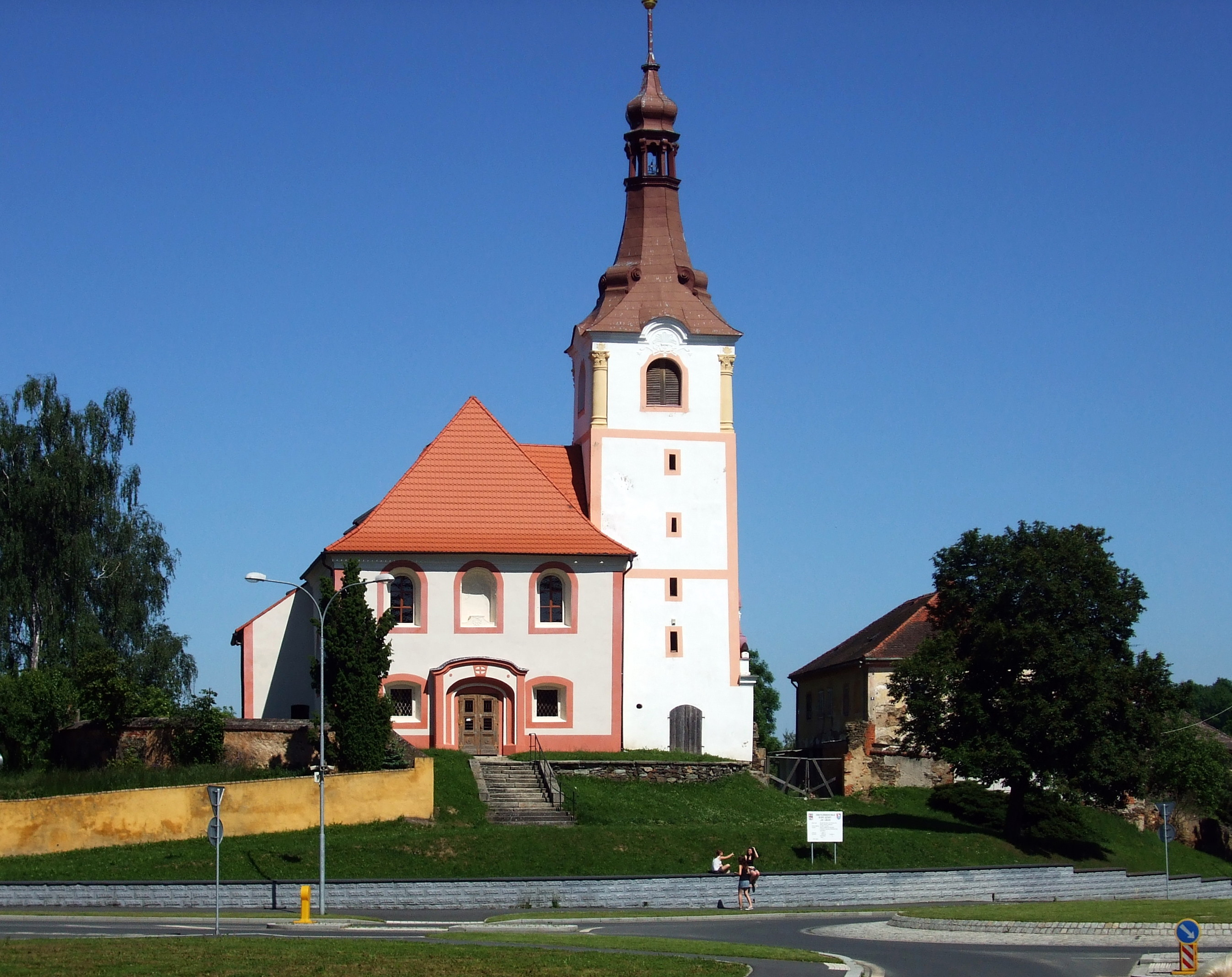
Kostel svatého Martina
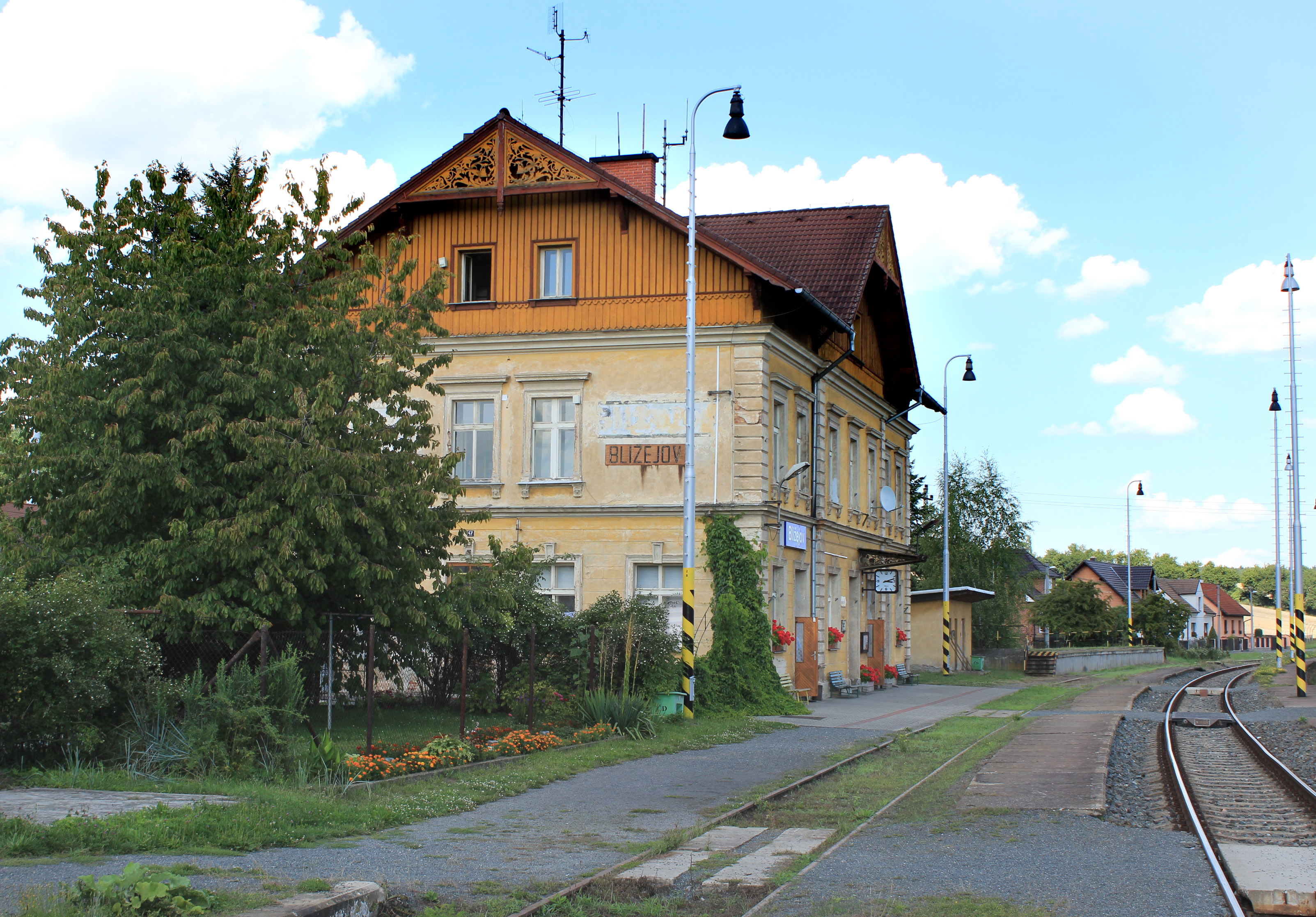
Nádraží
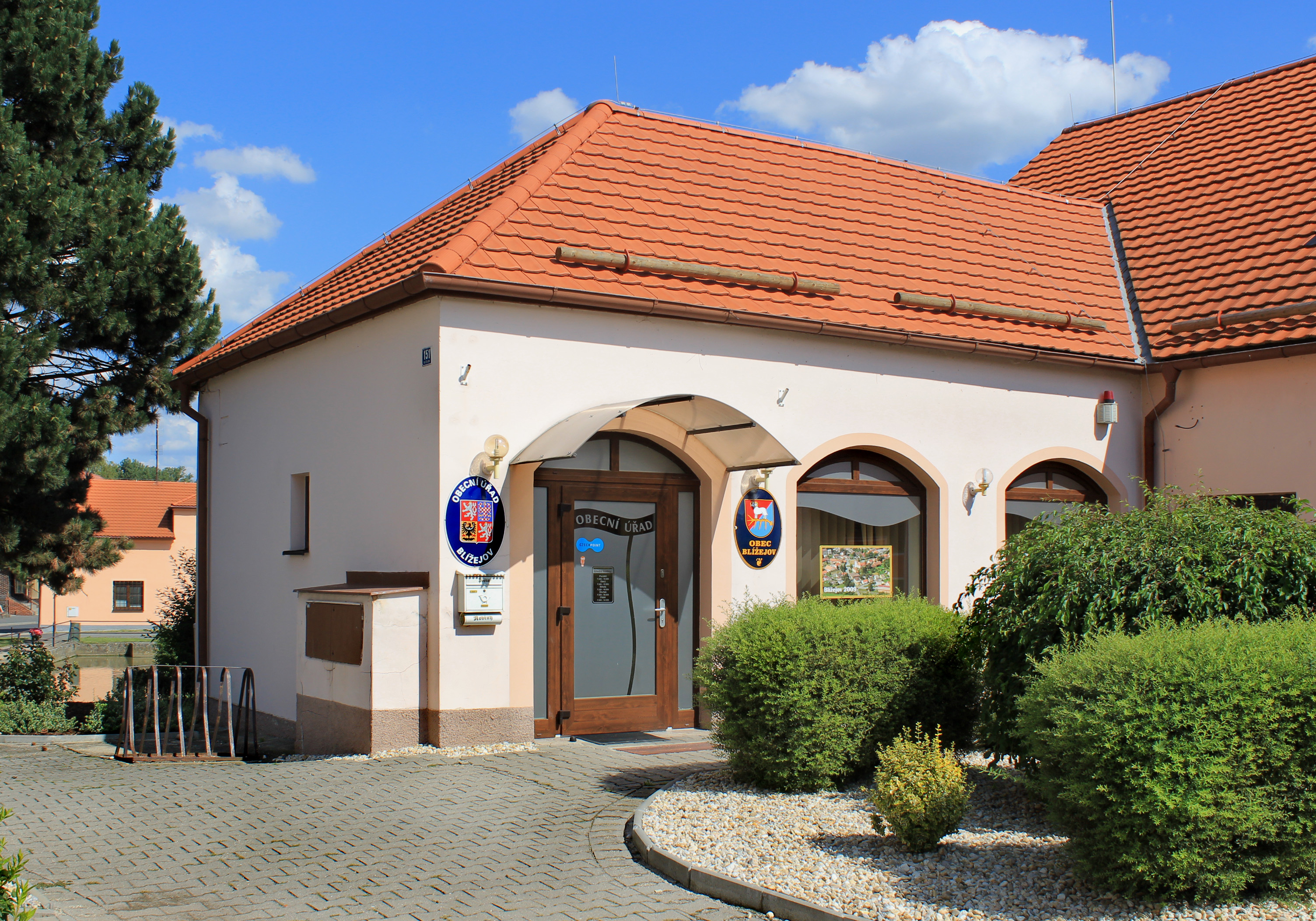
Obecní úřad